# Humaitá F.B.C.
El Humaitá F.B.C. o Deportivo Humaitá F.B.C.  es un club de Paraguay de la ciudad de Mariano Roque Alonso en el Departamento Central. Fue fundado el 19 de febrero de 1932 y actualmente juega en la Primera B Metropolitana de la Tercera División del fútbol paraguayo.

## Historia
El nombre del club fue tomado del lugar donde se realizó la histórica batalla de Humaitá en la Guerra de la Triple Alianza, y que luego se convirtió en una ciudad.
El club cuenta con varios apodos como El león de corumba cué y el más grande de Mariano Roque Alonso.
El club fue fundado solo unos meses antes de la Guerra del Chaco, en junio de 1932, por un grupo de personas que luego serían llamados los "Pioneros de Corumbá Cué", y en cuyo homenaje lleva su nombre el estadio del club. El primer presidente fue Eleuterio Sánchez Insfrán, quien donó el predio para la cancha del club.
Hasta 1945, Corumbá Cué perteneció al Distrito de Limpio, pero desde el 30 de agosto de ese año fue elevado a la categoría de Distrito y denominado Mariano Roque Alonso. El club se convertía entonces en el 3° más antiguo de la joven ciudad.
Jugó en ligas regionales del interior del país durante sus primera décadas de existencia, como parte de la Unión del Fútbol del Interior. El día 20 de agosto de 1950 se conformó la Liga Regional Mariano Roque Alonso, hoy llamada Liga Deportiva Mariano Roque Alonso; y aunque el club no fue uno de los fundadores, luego se incorporaría a la misma.
Participó en la Liga Roquealonseña hasta el año 1985, consagrándose ese mismo año campeón en la final ante uno de sus clásicos rivales, el Pilcomayo F.B.C.. En total, había obtenido 12 títulos regionales.

### Primeros años en la Liga Paraguaya
En 1986 se aceptó su solicitud de incorporación directa a la Asociación Paraguaya de Fútbol, ingresó así a la Segunda de Ascenso, tercera y última categoría del fútbol paraguayo en esos años. En su tercera participación, ya se logró obtener el título de campeón y ascendió a la Segunda División, en la cual militó por cinco años.
Su título más importante lo logró en 1993, ganó el campeonato de la Primera de Ascenso (Segunda División), lo que lo llevó junto al subcampeón Trinidense (al cual ganó la final), a la Primera División. Al año siguiente, participó en el Campeonato Experimental de 1994, junto a otros 13 clubes de Asunción y alrededores, además de 6 clubes del interior del país, y obtuvo el 7° puesto. Debido a que no fue aprobada su cancha, ofició por un tiempo de local en el estadio del Club Pilcomayo, hasta la habilitación del Estadio Pioneros de Corumba Cué.
En su segunda participación en Primera División, en el campeonato de 1995, llegó a la segunda etapa y terminó en 6° lugar. Su última incursión en la División de Honor fue en los torneos Apertura y Clausura de 1996, pues acabó en última posición (12°) y descendió.

### En las divisiones de ascenso
La caída, como sucede con muchos clubes descendidos, fue vertiginosa; en 1997 año en que se creó la División Intermedia como la Segunda División, al final del campeonato perdió de nuevo la categoría y descendió a la Tercera División. En la misma solo participó en los años, 1998 y 1999, bajando a la Segunda de Ascenso, cuarta y última categoría del fútbol paraguayo.
En el año 2001 se consagró por vez primera campeón de la Cuarta División y sube de nuevo a la Tercera División. En esa división jugó por cinco temporadas, hasta la temporada 2006 en donde terminó en último lugar y descendió de nuevo a la Cuarta División. Desde el 2007 milita en la Cuarta División.
En 2022 quedaria subcampeón de la Primera División C luego de una gran temporada, volviendo así a ascender a la Tercera División después de 15 años.

## Presidentes
El primer presidente fue parte de los Pioneros de Corumbá Cué, Don Eleuterio Sánchez Insfrán.
- Felipe Giménez.
- Francisco Villamayor.
- Eustacio Domínguez.
- Marcial Cano.
- Rufino Domínguez.
- Eduardo Cano.
- Eulalio Domínguez.
- Arsenio Tomás Sánchez.
- Pablo Pico Sánchez.
- Pablo Pico Insfrán.
- César Eleuterio Sánchez Rodríguez.
- Michael Sánchez Alvarenga.

## Uniforme
- Uniforme titular: Camiseta albirroja (roja y blanca a rayas verticales), pantalón azul, medias azules.

## Palmarés

### Torneos nacionales
- Segunda División (1): 1993.
  - Subcampeón (1): 1991.
- Tercera División (1): 1988.
- Cuarta División (1): 2001.

### Torneos regionales
- Campeón de la Liga Deportiva Mariano Roque Alonso (12):